# Eupithecia albifronsata
Eupithecia albifronsata là một loài bướm đêm trong họ Geometridae.